# Michał Kalinowski
Michał Kalinowski (ur. 17 listopada 1993 w Toruniu) – polski hokeista.
Jego brat Kamil (ur. 1992) także został hokeistą i wychowankiem toruńskiego klubu.

## Kariera
- TKH Toruń / Nesta Karawela Toruń (2010-2012)
  -  MKS Sokoły Toruń (2011-2012)
- HC GKS Katowice (2012-2013)
  -  Polonia Bytom (2012)
- Nesta Mires Toruń (2013-2017)
- Polonia Bytom (2017-2018)
- MH Automatyka Gdańsk (2018)
- KH Energa Toruń (2018-)

Wychowanek klubu MKS Sokoły Toruń. Od 2010 do 2012 występował w seniorskiej drużynie z Torunia. Od 22 października 2012 roku, po wycofaniu z rozgrywek zespołu z Torunia, wraz z bratem Michałem byli zawodnikami HC GKS Katowice. Od listopada 2012 roku obaj występowali także w drużynie Polonii Bytom w rozgrywkach I ligi 2012/2013 (klub z Bytomia współpracował wówczas z HC GKS). Od maja 2013 ponownie zawodnik toruńskiego klubu. Od czerwca 2017 związany kontraktem z Polonią Bytom. Pod koniec stycznia 2018 został zawodnikiem MH Automatyka Gdańsk. Po sezonie odszedł z klubu. Przed sezonem 2018/2019 ponownie został zawodnikiem toruńskiego zespołu.
W barwach reprezentacji Polski do lat 18 uczestniczył w turnieju mistrzostw świata juniorów do lat 18 w 2011 (Dywizja I). W barwach reprezentacji Polski do lat 20 uczestniczył w turniejach mistrzostw świata juniorów do lat 20 w 2012, 2013 (Dywizja IB).
W trakcie kariery określany pseudonimem Kalina.

## Sukcesy
Reprezentacyjne
- Awans do MŚ do lat 20 Dywizji I Grupy A: 2013

Klubowe
- Złoty medal I ligi: 2011 z Nestą Toruń
- Złoty medal mistrzostw Polski juniorów: 2012 z MKS Sokoły Toruń
- Finał Pucharu Polski: 2021 z KH Energa Toruń